# Sérgio Luís de Araújo
Sérgio Luís de Araújo, mais conhecido simplesmente como Sérgio (Kaloré, 11 de maio de 1970), é um ex-futebolista brasileiro, que atuava como goleiro.

## Carreira

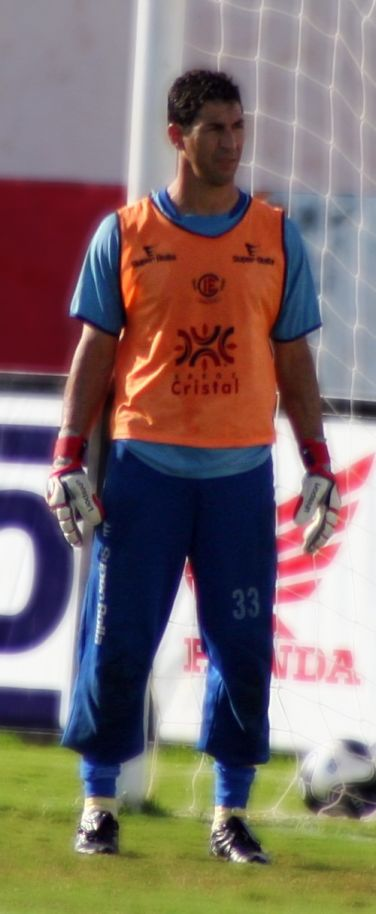
Sérgio com o Itumbiara em 2009.

Sérgio chegou ao Palmeiras no dia 13 de janeiro de 1989. Foi emprestado ao Embu-Guaçu e depois ao Ceilândia, e três anos após iniciar a carreira, subiu para o time profissional. Com 22 anos, estreia no gol alviverde, em uma partida amistosa, no dia 21 de junho de 1992, em Matão, frente a equipe local, a Matonense.
Em 1993, graças a uma contusão de Velloso, Sérgio entrou para a história como o goleiro titular da equipe palmeirense que derrotou o Corinthians na final do Campeonato Paulista, quebrando um jejum de 16 anos sem títulos.
Fora o Palmeiras, Sérgio teve uma curta passagem pelo Flamengo em 1996. Em seguida, defendeu as metas de Inter de Limeira, Portuguesa e Vitória.
Entre 1999 e 2006, fez sua mais longa passagem pelo Palmeiras. Sua última partida pela equipe foi em 3 de dezembro de 2006, num empate por 1x1 contra o Fluminense. Ao todo, totalizou 333 jogos pelo clube, com 165 vitórias, 78 empates e 90 derrotas.
Disputou o Campeonato Paulista de 2007 pelo Santo André e após o termino da competição, foi anunciado como goleiro do Bahia para a disputa do Campeonato Brasileiro da Série C.
No primeiro semestre de 2008, atuou pelo Itumbiara, onde conquistou o título de Campeão Goiano.
No dia 2 de junho de 2008, foi contratado pela Portuguesa, onde ficou até o fim da temporada, retornando novamente ao Itumbiara no ano seguinte.
Em setembro de 2009, aos 39 anos, foi contratado pelo Santos, já que o goleiro Fábio Costa estava se recuperando de uma lesão.
Em 2010, regressou novamente para o Itumbiara para disputar o Campeonato Goiano daquele ano. No segundo semestre foi contratado para disputar o Campeonato Brasileiro da Série C pela equipe do Marília.
No início de 2011 acertou contrato com o Imbituba FC para disputar o Campeonato Catarinense. Ainda em 2011, o goleiro disputou também a Segunda Divisão do Campeonato Goiano pelo Itumbiara.
Em abril de 2012 assinou contrato com o Clube Atlético Barcelona de Sorocaba, onde jogou o campeonato amador na categoria veteranos.
Em abril de 2013, aos 42 anos, Sérgio foi contratado pela equipe do Taboão da Serra para a disputa da Quarta Divisão do Campeonato Paulista.

## Títulos
Palmeiras
- Campeonato Paulista: 1993[15] e 1994[16]
- Campeonato Brasileiro: 1993 e 1994
- Torneio Rio-São Paulo: 1993 e 2000
- Copa Libertadores da América: 1999
- Copa dos Campeões: 2000
- Campeonato Brasileiro - Série B: 2003

Flamengo
- Taça Guanabara: 1996

Itumbiara
- Campeonato Goiano: 2008

### Outras conquistas
Palmeiras
- Taça Reggiana: 1993
- Taça Valle d'Aosta: 1999
- Troféu Província de Lucca: 1999
- Taça River: 2002

## Premiações
- Goleiro menos vazado do Torneio Rio-São Paulo: 1993
- Prêmio Charles Miller de melhor goleiro: 1993
- Melhor goleiro do Campeonato Brasileiro: 1997[17]
- Melhor goleiro do Campeonato Goiano: 2008
- Goleiro menos vazado do Campeonato Goiano: 2008